# Classe Regina Elena
Le classe Regina Elena era una classe di navi da battaglia pre-dreadnought della Regia Marina. Era costituita da 4 unità, Regina Elena, Vittorio Emanuele, Roma e Napoli, in servizio tra il 1907 ed il 1926, trovarono impiego durante la guerra di Libia e la prima guerra mondiale. Anche nota come classe Vittorio Emanuele, dal nome della seconda unità.
La prima due unità vennero impostate nel 1901 e varate nel 1904. Costituita da navi molto veloci, anche assai ben protette, ma dotate di un armamento principale insufficiente per sostenere scontri prolungati, a causa di 2 soli cannoni da 305mm, che davano un peso di bordata complessivo (2 x 305/40 + 6 x 203/45) di 1.100 kg circa, contro 1.700-2.600 di navi contemporanee. Come la classe Regina Margherita (in tal caso però riguardava la protezione) esse non erano realmente idonee a sostenere un combattimento prolungato come nel caso della battaglia di Tsushima, ma non ebbero mai modo di controbattere altre navi da battaglia.

## Caratteristiche
Le navi di questa classe, ordinate dal Ministro della Marina Ammiraglio Giovanni Bettòlo di Camogli, costruite su progetto elaborato dal Generale Cuniberti avevano un castello di prua prolungato alla mezzeria della nave sino a congiungersi con la sovrastruttura centrale.
Le unità di questa classe eranora considerate eccellenti unità dalle caratteristiche ben equilibrate tra le necessità del minor tonnellaggio, della massima protezione e della potenza di armamento.
Realizzate per contrastare efficacemente i nuovi incrociatori corazzati francesi, risultarono essere più veloci delle navi da battaglia inglesi e francesi dell'epoca, ma più armate degli incrociatori. Queste unità furono le antesignane delle nuove corazzate monocalibro adottate poi da tutte le marine. In origine dotate di due alberi, a seguito di un ammodernamento attorno al 1912 ne venne asportato uno.